# Mina La Casualidad
La Casualidad es una localidad abandonada de la provincia de Salta, dentro del Departamento Los Andes, en la puna argentina, en cercanías al límite fronterizo con la República de Chile. 
El nombre Mina La Casualidad se utiliza de modo indistinto para mencionar tanto a la localidad como a la antigua azufrera "Mina Julia" que le dio origen.
La localidad se encuentra situada a una altitud de 4180 metros sobre el nivel del mar y a unos 25 km de distancia del límite con Chile, se ubica el área de explotación de la antigua “Mina Julia”, que se extiende sobre la ladera del cerro Estrella (también llamado Lastarria o Azufre) a una altitud promedio de 5505 m s. n. m.
La Casualidad se encuentra en plena puna salteña muy cerca del límite con la provincia de Catamarca. El acceso se realiza por la Ruta Provincial 27.

## Historia
La historia de La Casualidad está estrechamente ligada al desarrollo de la actividad minera de extracción de azufre en el cerro Estrella.
En el año 1940 se creó la Compañía Azufrera Argentina S.A., cuyo objetivo era la explotación de los recursos de azufre existentes en la cordillera salteña. En 1947 empresa fue adquirida en un 50% por la Dirección General de Fabricaciones Militares, creada unos años antes. Hacia 1952 el total del paquete accionario fue adquirido por el estado nacional a través de Fabricaciones Militares y la empresa pasó a llamarse Establecimiento Azufrero Salta.
Durante todo este período, la actividad minera y la localidad aledaña estaban en pleno crecimiento y expansión. Según un informe de 1947, en ese tiempo vivían en la localidad alrededor de 600 personas vinculadas laboralmente de modo directo a la explotación minera.
En la etapa de máxima expansión, la localidad llegó a contar con una población de alrededor de 3000 habitantes, compuesta principalmente por los trabajadores de la explotación minera y sus familias, a los que se sumaban las personas dedicadas al aprovisionamiento, el transporte y la prestación de servicios. La localidad contaba con una serie de facilidades y servicios, tales como un centro de medicina básica, escuelas, un pequeño cinematógrafo y espacio para la práctica de deportes.
En La Casualidad los empleados en sus horas libres jugaban al fútbol y al baloncesto en las canchas al aire libre que había allí hasta que fueron cubiertas por los desechos de las plantas de flotación (principalmente) y de refinación. Esto solo podía ocurrir en horas matutinas, porque después del mediodía corría siempre un viento del oeste, de velocidad superior a los 60 km/h.
La localidad comenzó su proceso de despoblamiento a partir del año 1977, cuando el entonces Ministro de Economía José Alfredo Martínez de Hoz decretó la clausura de Mina Julia, aún en actividad. En ese momento, en La Casualidad vivían alrededor de 2000 personas.
Hacia el año 2005, antiguos trabajadores y residentes de La Casualidad formaron una ONG con el objeto de impulsar la reactivación de la localidad, a partir del desarrollo de proyectos vinculados a la actividad turística. Entre los proyectos se incluye la creación de un museo minero y la preservación de la mina y sus aledaños mediante la creación de una zona protegida o declaración de monumento histórico.

## Actividad minera
La mina Julia, se desarrollaba sobre la ladera sudeste del cerro Estrella, también llamado Lastarria o Azufre a una altitud promedio de 5505 m s. n. m.
La producción de azufre de "Mina Julia" comenzó el 10 de agosto de 1953 y finalizó en 22 de noviembre de 1979.
El proceso minero se iniciaba en la etapa de extracción del mineral, en Mina Julia, a unos 25 km de la localidad. Luego era trasladado mediante cablecarril hasta la planta de flotación donde se trataba el mineral y el "ripio", desecho de azufre de explotaciones anteriores, mediante un proceso que elevaba el porcentaje de azufre desde un 21% hasta un 84%. La siguiente etapa se realizaba en la planta de refinación, donde el material era procesado hasta obtener azufre prácticamente puro (99,98 %).
El las primeras décadas de explotación (1940 y 1950), el yacimiento produjo un promedio de 10 000 toneladas anuales de azufre con 99,97% de pureza. La implementación de mejoras produjo aumentos en la producción, hasta llegar a un valor de aproximadamente 30 000 toneladas anuales en los primeros años de la década de 1970, poco tiempo antes de la clausura del establecimiento.

## Clima
El clima es riguroso y muy frío, presentándose heladas los doce meses del año.
| Parámetros climáticos promedio de La Casualidad (Período: 1963-1972)   | Parámetros climáticos promedio de La Casualidad (Período: 1963-1972) | Parámetros climáticos promedio de La Casualidad (Período: 1963-1972) | Parámetros climáticos promedio de La Casualidad (Período: 1963-1972) | Parámetros climáticos promedio de La Casualidad (Período: 1963-1972) | Parámetros climáticos promedio de La Casualidad (Período: 1963-1972) | Parámetros climáticos promedio de La Casualidad (Período: 1963-1972) | Parámetros climáticos promedio de La Casualidad (Período: 1963-1972) | Parámetros climáticos promedio de La Casualidad (Período: 1963-1972) | Parámetros climáticos promedio de La Casualidad (Período: 1963-1972) | Parámetros climáticos promedio de La Casualidad (Período: 1963-1972) | Parámetros climáticos promedio de La Casualidad (Período: 1963-1972) | Parámetros climáticos promedio de La Casualidad (Período: 1963-1972) | Parámetros climáticos promedio de La Casualidad (Período: 1963-1972) |
| Mes                                                                    | Ene.                                                                 | Feb.                                                                 | Mar.                                                                 | Abr.                                                                 | May.                                                                 | Jun.                                                                 | Jul.                                                                 | Ago.                                                                 | Sep.                                                                 | Oct.                                                                 | Nov.                                                                 | Dic.                                                                 | Anual                                                                |
| ---------------------------------------------------------------------- | -------------------------------------------------------------------- | -------------------------------------------------------------------- | -------------------------------------------------------------------- | -------------------------------------------------------------------- | -------------------------------------------------------------------- | -------------------------------------------------------------------- | -------------------------------------------------------------------- | -------------------------------------------------------------------- | -------------------------------------------------------------------- | -------------------------------------------------------------------- | -------------------------------------------------------------------- | -------------------------------------------------------------------- | -------------------------------------------------------------------- |
| Temp. máx. media (°C)                                                  | 15.6                                                                 | 16.6                                                                 | 15.5                                                                 | 13.7                                                                 | 13.0                                                                 | 11.7                                                                 | 4.5                                                                  | 8.0                                                                  | 9.5                                                                  | 10.9                                                                 | 13.5                                                                 | 15.1                                                                 | 12.3                                                                 |
| Temp. media (°C)                                                       | 8.0                                                                  | 8.4                                                                  | 6.8                                                                  | 4.3                                                                  | 2.0                                                                  | 1.1                                                                  | -2.6                                                                 | -0.1                                                                 | 2.2                                                                  | 4.3                                                                  | 6.5                                                                  | 7.6                                                                  | 4                                                                    |
| Temp. mín. media (°C)                                                  | 0.4                                                                  | 0.2                                                                  | -1.9                                                                 | -5.1                                                                 | -7.0                                                                 | -9.5                                                                 | -9.7                                                                 | -8.2                                                                 | -5.1                                                                 | -2.3                                                                 | -0.5                                                                 | 0.1                                                                  | -4.1                                                                 |
| Temp. mín. abs. (°C)                                                   | -4.5                                                                 | -4.0                                                                 | -10                                                                  | -19                                                                  | -22                                                                  | -20                                                                  | -21                                                                  | -24                                                                  | -14.5                                                                | -11                                                                  | -8                                                                   | -6                                                                   | -24                                                                  |
| Precipitación total (mm)                                               | 6                                                                    | 4                                                                    | 0                                                                    | 1                                                                    | 5                                                                    | 2                                                                    | 4                                                                    | 4                                                                    | 6                                                                    | 0                                                                    | 1                                                                    | 4                                                                    | 37                                                                   |
| Fuente: SMN: Estación Meteorológica La Casualidad</ promedio 1963-1972 |                                                                      |                                                                      |                                                                      |                                                                      |                                                                      |                                                                      |                                                                      |                                                                      |                                                                      |                                                                      |                                                                      |                                                                      |                                                                      |